# Batalla de Quart de Poblet
La batalla de Quart de Poblet fou una batalla lluitada el 25 d'octubre del 1094 entre les forces de Rodrigo Díaz de Vivar i els almoràvits.

## Antecedents
Balansiya finalment va caure en mans de Rodrigo Díaz de Vivar el 1094, i Yússuf ibn Taixfín, el líder dels almoràvits ordenar la seva represa i va donar el comandament d'una nova expedició per capturar-la al seu nebot Yusuf Abu Abdullah Muhammad, car Muhammad ibn Aisa no disposava d'un exèrcit permanent, i va haver de mobilitzar les tropes a Sebta, enviar-les a través de l'estret de Gibraltar i reforçar les guarnicions d'Andalusia abans de marxar cap a Balansiya.
Els contingents africans desembarcaren entre el 16 i el 18 d'agost, i a Granada s'hi va unir part de la guarnició i de l'exèrcit de l'extinta Taifa de Granada Zírida que s'havia integrat en l'exèrcit almoràvit, i més endavant tropes dels emirats de Làrida, Albarrasí. Els musulmans van acampar a Quart de Poblet, a pocs quilòmetres de Balansiya, que estava ben abastida. Veient el gran exèrcit, els musulmans de la ciutat creien que l'alliberament estava a la mà. Abu Abdullah estava tan segur de la victòria no va veure negligències en les tropes i no va prendre mesures per rectificar. El Cid va demanar ajuda a Alfons VI de Lleó i això es va saber al campament musulmà i l'ànim dels assetjants es va començar a trencar i hi va haver moltes desercions.

## Desenvolupament tàctic
Rodrigo Díaz de Vivar va decidir aprofitar la manca d'esperit sense esperar l'ajut d'Alfons VI de Lleó i va sortir de nit comandant un grup de cavalleria. El matí del 25 d'octubre del 1094 va atacar els soldats musulmans, que no estaven vigilants i l'alarma escampar-se pel campament, entre crits i aldarull. La cavalleria musulmana es va preparar i perseguir al Cid es retirava, mentre soldats cristians amagats atacaven el campament musulmà, provocant la desbandada almoràvit i la captura d'un important botí.

## Conseqüències
La victòria va reforçar el Cid a València i retardar l'expansió almoràvit, provocant una impressió desfavorable sobre Yusuf Abu Abdullah Muhammad a Yússuf ibn Taixfín, perquè s'havia demostrat inexpert en el comandament de tropes. L'exèrcit almoràvit va atacar Dàniyya i Xàtiva, i se li va ordenar romandre a Xàtiva.